# Mongoolse meeuw
De Mongoolse meeuw (Larus mongolicus) is een vogel uit de familie Laridae. Eerder werd deze meeuw beschouwd als een ondersoort van de vegameeuw (L. vegae mongolicus).

## Verspreiding en leefgebied
Deze soort komt voor van zuidoostelijk Altaj tot het Baikalmeer en Mongolië. Na de broedtijd trekt de vogel naar de oostkust van Azië.

## Status
De Mongoolse meeuw komt niet als aparte soort voor op de lijst van het IUCN, maar is daar een ondersoort van de Amerikaanse zilvermeeuw (L. smithsonianus mongolicus).